# Limnonectes sisikdagu
Espèce
Limnonectes sisikdagu est une espèce d'amphibiens de la famille des Dicroglossidae.

## Répartition
Cette espèce est endémique de Sumatra en Indonésie.

## Publication originale
- Mcleod, Horner, Husted, Barley & Iskandar, 2011 : "Same-same, but different": an unusual new species of the Limnonectes kuhlii complex from west Sumatra (Anura: Dicroglossidae). Zootaxa, no 2883, p. 52-64.